# Stanisław Jamrozek
 Stanisław Jamrozek (ur. 5 maja 1960 w Rzeszowie) – polski duchowny rzymskokatolicki, doktor nauk teologicznych, biskup pomocniczy przemyski od 2013.

## Życiorys
Urodził się 5 maja 1960 w Rzeszowie, a dorastał w Malawie. Ukończył Technikum Budowlane w Rzeszowie i w 1980 złożył egzamin dojrzałości. Następnie przez trzy lata pracował w wyuczonym zawodzie, jednocześnie będąc piłkarzem Waltera i Zelmeru Rzeszów oraz Strumyku Malawa. W latach 1983–1989 odbył studia w Wyższym Seminarium Duchownym w Przemyślu. 13 stycznia 1989 otrzymał święcenia diakonatu, a 14 czerwca 1989 został wyświęcony na prezbitera przez biskupa diecezjalnego przemyskiego Ignacego Tokarczuka. W latach 1992–1994 kontynuował studia w zakresie teologii duchowości na Katolickim Uniwersytecie Lubelskim, kończąc je ze stopniem licencjata. W latach 1996–2000 odbył studia na Papieskim Uniwersytecie Świętego Tomasza z Akwinu w Rzymie, które uwieńczył doktoratem z nauk teologicznych na podstawie dysertacji Pokora i jej znaczenie w życiu chrześcijańskim. Studium ascetyczno-duchowe na podstawie pism Sł. B. ks. Jana Balickiego.
W latach 1989–1992 był wikariuszem w parafii św. Stanisława Biskupa w Rymanowie-Zdroju. W latach 1994–1996 pracował jako sekretarz arcybiskupa Józefa Michalika. W latach 2000–2001 był rekolekcjonistą w Ośrodku Formacji i Kultury Chrześcijańskiej w Jarosławiu. Pełnił funkcję opiekuna rodzin dotkniętych problemem alkoholowym skupionych we wspólnocie Hufiec Maryi. Był postulatorem w procesie beatyfikacyjnym męczenników II wojny światowej z archidiecezji przemyskiej: rodziny Ulmów, Julii Buniowskiej oraz księży Jana Siuzdaka i Marcina Tomaki. W 2009 został kanonikiem gremialnym Przemyskiej Kapituły Metropolitalnej.
W 2001 został ojcem duchownym w Wyższym Seminarium Duchownym w Przemyślu. W przemyskim seminarium prowadził wykłady z teologii duchowości, hagiografii oraz zajęcia z języka włoskiego.
20 kwietnia 2013 papież Franciszek mianował go biskupem pomocniczym archidiecezji przemyskiej i biskupem tytularnym Chełma. Święcenia biskupie otrzymał 20 maja 2013 w archikatedrze przemyskiej. Udzielił mu ich Józef Michalik, arcybiskup metropolita przemyski, w asyście arcybiskupa Celestina Migliorego, nuncjusza apostolskiego w Polsce, i Adama Szala, biskupa pomocniczego przemyskiego. Jako dewizę biskupią przyjął słowa „Veritatis Evangelio servire” (Służyć Ewangelii Prawdy).
W strukturach Konferencji Episkopatu Polski został w 2017 delegatem ds. Ruchów, Grup, Wspólnot i Stowarzyszeń Intronizacji Jezusa Chrystusa.
W 2017 został kapelanem Zakonu Rycerzy i Szpitalników św. Łazarza z Jerozolimy i rozpoczął pełnienie funkcji protektora duchowego komandorii podkarpackiej. W tym samym roku objął stanowisko prezesa zarządu Fundacji im. Rodziny Ulmów „SOAR”.
W 2020 asystował w sakrze Krzysztofa Chudzia, biskupa pomocniczego przemyskiego.